# Eusebio Sacristán
Eusebio Sacristán Mena (Valladolid, 13 april 1964) - alias Eusebio - is een Spaans voetbalcoach en voormalig profvoetballer. Hij speelde als middenvelder.

## Clubcarrière
Eusebio speelde tijdens zijn carrière als profvoetballer achtereenvolgens bij Real Valladolid (1983-1987), Atlético Madrid (1987-1988), FC Barcelona (1988-1995), Celta de Vigo (1995-1997) en nogmaals Real Valladolid (1997-2002). In totaal speelde hij 542 wedstrijden in de Primera División. Met Real Valladolid won Eusebio in 1984 de Copa de la Liga. Met FC Barcelona veroverde hij onder meer vier landstitels en de Europa Cup I in 1992.

## Interlandcarrière
Eusebio kwam vijftien keer in actie voor het Spaans nationaal elftal. Hij debuteerde op 24 september 1986 tegen Griekenland en zijn laatste interland was op 22 april 1992 tegen Albanië. Eusebio behoorde tot de Spaanse selectie voor het EK 1988 in Duitsland.

## Loopbaan als trainer
Van 2003 tot 2008 was Eusebio assistent van Frank Rijkaard bij FC Barcelona. In maart 2009 werd hij trainer van Celta de Vigo. In juni 2011 tekende hij een contract als trainer van FC Barcelona B. Vanwege tegenvallende prestaties in het seizoen 2014/15 werd Eusebio in februari 2015 ontslagen en vervangen door Jordi Vinyals. Nadien werd hij hoofdtrainer van Real Sociedad. In het seizoen 2018/2019 was hij de hoofdtrainer van Girona FC.

## Erelijst
FC Barcelona
- Europacup II

1988/89
 FC Barcelona
- Europacup I

1991/92